# Умар Дін
Умар Дін (*араб. عمر الدين; д/н — 1553) — 10-й султан Адалу у 1526—1527 і 1542—1553 роках.

## Життєпис
Був сином воєначальника Ібрагіма, який служив при дворі султанів Адалу. 1526 року за підтримки брата Ахмада посів трон. Але у 1527 році намагаючись посилити свій вплив, викликав невдоволення Ахмада, який повалив Умар Діна, сам ставши султаном. Згодом замирився з братом, брав участь у військових кампаніях проти Ефіопії.
У 1529 році оголошується співволодарем. Втім фактичну владу мав лише в столиці. Мав якійсь конфлікти з братом через збори податків. 
1542 року після смерті брата перебрав усю владу в султанаті. Під тиском імамів та емірів обміняв удову брата Баті дел Вамбару з ефіопського полону. В подальшому вимушений був протистояти впливовому еміру Нур ібн Муджахіду. У 1553 році повалений останнім. Трон перейшов до сина Алі.